# Casals Conducts: 1964

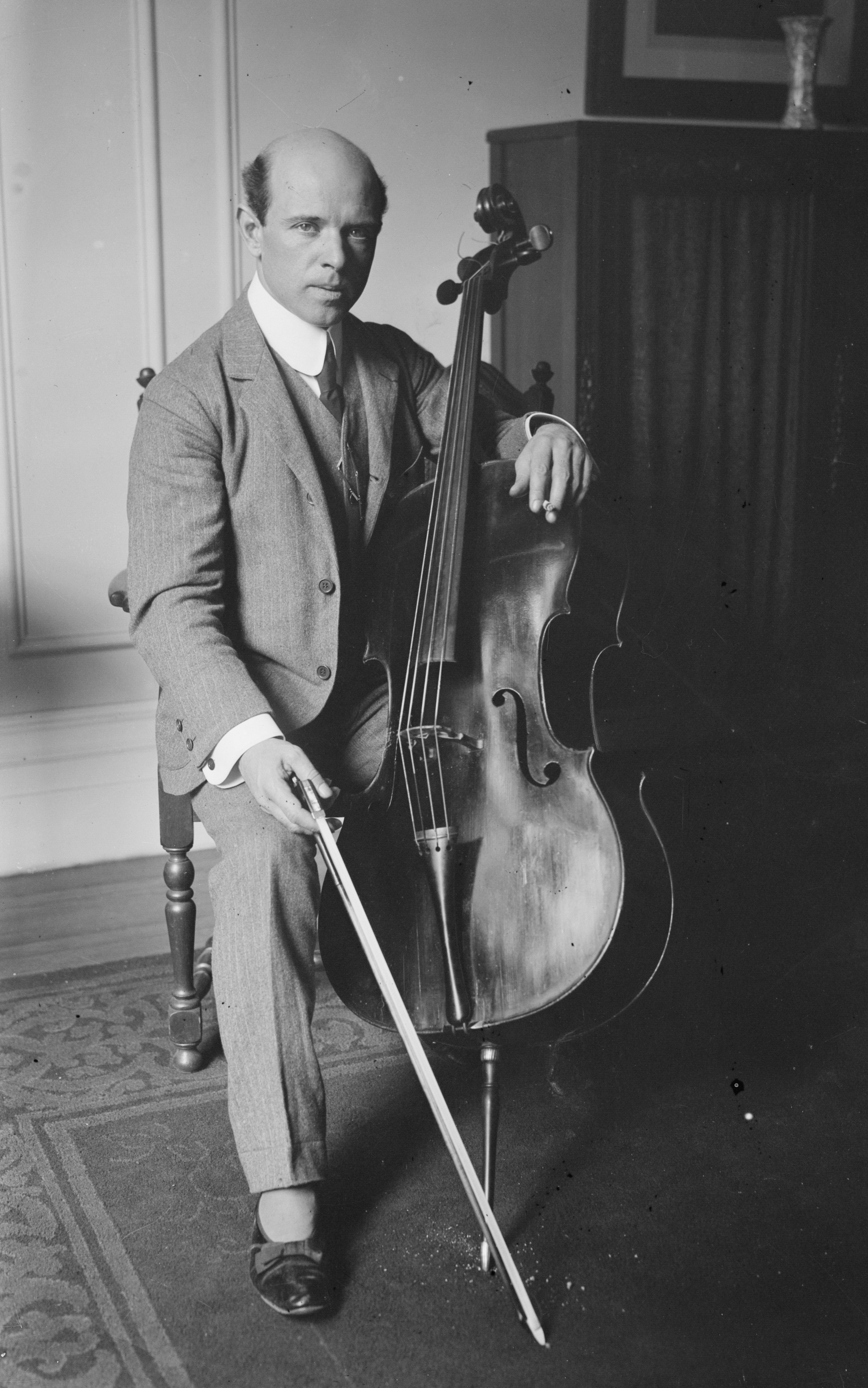
Pablo Casals

Casals Conducts: 1964 ist ein US-amerikanischer Kurzfilm von Larry Sturhahn aus dem Jahr 1964. Der Film wurde bei den 37. Academy Awards 1965 mit einem Oscar in der Kategorie „Bester Kurzfilm“ ausgezeichnet.

## Inhalt
Pablo Casals (1876–1973), ein weltberühmter Cellist, der auch als Komponist und Dirigent tätig war, entdeckte in einer Musikalienhandlung im Alter von 13 Jahren Noten von Johann Sebastian Bach mit dem Titel „Six Sonatas ou Suites pour Violoncelle Seul“, also „Sechs Suiten für Cello Solo“. Es war die Musik, die ihn später berühmt machte. Casals vertrat die Meinung, sie seien „die Quintessenz von Bachs Schaffen, und Bach selbst ist die Quintessenz aller Musik.“
Gezeigt wird, wie Pablo Casals sich während seines Workshops in Puerto Rico darauf vorbereitet, eine der Bach-Suiten während eines Konzert zu dirigieren. Veranschaulicht wird, wie Casals dirigiert und wie sich seine Vorbereitung in der endgültigen Aufführung widerspiegelt.

## Produktion und Hintergrund
Produziert wurde der Film von Thalia-Film, vertrieben von der Beckmann Film Corporation. Gedreht wurde er an der Universität anlässlich des Puerto Rico Festivals.

## Auszeichnungen
- Oscarverleihung 1965: Oscar für Produzent Edward Schreiber und Casals Conducts: 1964[1]
- 2013: Aufnahme ins Verzeichnis National Film Registry der als besonders erhaltenswert geltenden US-Filme[2]